# Mitsuo Watanabe
Mitsuo Watanabe (n. 4 iunie 1953) este un fost fotbalist japonez.

## Statistici
| Japonia | Japonia | Japonia |
| An      | Meciuri | Goluri  |
| ------- | ------- | ------- |
| 1974    | 7       | 1       |
| 1975    | 12      | 3       |
| 1976    | 3       | 0       |
| 1977    | 0       | 0       |
| 1978    | 0       | 0       |
| 1979    | 6       | 0       |
| Total   | 28      | 4       |